# Pelekium haplohymenium
Pelekium haplohymenium là một loài Rêu trong họ Thuidiaceae. Loài này được (Harv. & Hook. f.) Touw mô tả khoa học đầu tiên năm 2001.